# 土曜劇場
『土曜劇場』（どようげきじょう）は、1967年4月から1981年3月にフジテレビ系列にて毎週土曜日に編成された連続テレビドラマの放送枠である。

## 概要
それまで土曜22時台に放送されていた連続テレビドラマの放送枠『夜の十時劇場』を発展させる形で1967年4月にスタート。当初は21:30 - 22:26（JST。後に22:25まで）に放送、1974年10月期の『6羽のかもめ』のみ『夜の十時劇場』と同じ22時台での放送となった。
『6羽のかもめ』が1975年3月末に放送終了してからは同年4月月曜21:00で放送された『太陽ともぐら（第2期）』が本放送枠での放送作品の後継とされ、同作は『月曜劇場』との放送枠名が設定されての放送となった。また『土曜劇場』は同年5月から放送時間が土曜日21時開始の1時間枠になり、『赤ちゃんがいっぱい』が開始された。
21時開始に移ってからは1978年の田宮二郎主演『白い巨塔』が放送終了直前に起こった田宮の突然の死なども重なって高視聴率を記録したが、同作を除きヒット作には恵まれなかった。
1981年4月に『ゴールデン洋画劇場』との枠交換の形で終了し、放送枠自体は『金曜劇場』へ移行した。

## 放送作品リスト
1967年
- 春らんまん（4月 - 5月）
- 釜めし夫婦（6月 - 7月）
- 商魂さん（7月 - 8月）
- 誘惑（9月 - 10月）
- 海を見ていたジョニー（11月）
- 妻よ妻（11月 - 12月）

1968年
- 春一番（1月6日 - 2月24日）
- 花いちもんめ（3月2日 - 4月20日）
- てんてこまい（4月27日 - 6月1日）
- 花はとしごろ（6月8日 - 7月27日）
- あの妓ちゃん（8月3日 - 10月26日）
- 雪やこんこん（11月9日 - 12月28日）

1969年
- 新・春一番（1月4日 - 2月22日）
- きんらんどんす（3月1日 - 4月19日）
- ハトに豆鉄砲（4月26日 - 6月21日）
- 花くれないに（6月28日 - 8月9日）
- 夕焼けこやけ（8月16日 - 9月27日）
- 太陽ともぐら（10月4日 - 11月8日）
- 夫借ります（11月15日 - 12月27日）

1970年
- 春一番(3)（1月3日 - 3月28日）
- 五代家の嫁（4月4日 - 5月16日）
- つみきのお城（5月23日 - 7月11日）
- ふたりぼっち（7月 - 8月）
- 明日天気にしておくれ（9月 - 10月）
- 貴女もやせられます（10月31日 - 12月26日）

1971年
- 春一番(4) （1月2日 - 2月20日）
- 舞妓はん（2月27日 - 3月27日）
- おゆきさん（4月3日 - 6月26日）
- 夫婦ずし繁盛記（7月3日 - 9月25日）
- ボクの花嫁（10月2日 - 12月）

1972年
- ぼんち（1月1日 - 3月25日）
- 花嫁はおかみさん（4月1日 - 6月24日）
- おでんお多福繁昌記（7月1日 - 9月30日）※この作品まで21:30 - 22:26の放送
- 一姫二太郎（10月7日 - 12月30日）

1973年
- 春ですもの（1月6日 - 4月14日）
- 通りゃんせ（4月21日 - 9月29日）
- こんまい女（10月6日 - 12月29日）

1974年
- かたぐるま（1月5日 - 3月30日）
- いわぬが花（4月6日 - 6月29日）
- アドベンチャーコメディ 夏の家族（7月6日 - 9月28日）※この作品まで21:30 - 22:25の放送
- 6羽のかもめ（10月5日 - 1975年3月29日）※この作品のみ22:00 - 22:55の放送

1975年
- 赤ちゃんがいっぱい（5月3日 - 7月19日）
- あなただけ今晩は（7月26日 - 9月27日）※この作品まで21:00 - 21:55の放送
- 赤福のれん（10月4日 - 12月27日）※この作品より21:00 - 21:54の放送

1976年
- 春一番(5) （1月3日 - 3月27日）
- 嫁だいこん（4月3日 - 9月25日）
- 鯛めしの唄（10月2日 - 1977年3月12日）

1977年
- さくらさくら（3月19日 - 9月17日）
- まひる野（9月24日 - 1978年1月28日）

1978年
- 魂の試される時（2月4日 - 5月27日）
- 白い巨塔（6月3日 - 1979年1月6日）

1979年
- 時よ燃えて!（1月13日 - 3月31日）
- 家族サーカス（4月7日 - 6月30日）
- 愛ってなんですか（7月7日 - 9月29日）
- ご近所の星（10月13日 - 1980年3月8日）

1980年
- 時よ炎のごとく!（3月15日 - 7月26日）
- 陽気な逃亡（8月16日 - 11月1日）
- 冬の恋人（11月15日 - 12月27日）

1981年
- 本郷菊坂赤門通り（1月10日 - 3月28日）

## スポンサーについて
- この番組はNECを含む複数社が提供していた。また、NECは後番組「ゴールデン洋画劇場」も提供した(1999年10月から半年間は降板)。

## ネット局
特記の有るもの以外の放送時間は全て同時ネット（土曜 21:30 - 22:25（22:26）→ 土曜 22:00 - 22:55 → 土曜 21:00 - 21:55（21:54））
- フジテレビ（制作局）
- 北海道文化放送[1]
- 秋田テレビ[2]
- 山形テレビ[3]
- 仙台放送[4]
- 新潟総合テレビ：日曜 22:30 - 23:25（1974年9月時点）[5] → 土曜 22:30 - 23:24（1976年5月時点）[6]→ 月曜 20:00 - 20:54
- 長野放送（開局時の1969年4月から）[7]
- 富山テレビ（開局時の1969年4月から）[8]
- 石川テレビ（開局時の1969年4月から）[8]
- 福井テレビ[9]
- テレビ静岡[10]
- 東海テレビ[11]
- 関西テレビ[12]
- 山陰中央テレビ[13]
- 岡山放送[14]
- テレビ新広島（開局時の1975年10月から）[14][15]
- テレビ愛媛[16]
- テレビ西日本[17]
- サガテレビ[17]
- テレビ長崎[17]
- テレビ熊本[17]
- テレビ宮崎[18]
- 鹿児島テレビ[18]
- 沖縄テレビ[19]